# Wasted Energy
Wasted Energy é uma canção da cantora e compositora americana Alicia Keys com a participação do artista tanzaniano, Diamond Platnumz e da americana, Kaash Paige. Foi lançada como single e incluída na versão digital de seu sétimo álbum de estúdio, Alicia (2020). Uma versão somente com a participação de Diamond Platnumz também foi lançada e incluída na versão padrão do álbum.

## Composição
"Wasted Energy" é uma faixa dub,  reggae,  com influências de afro-pop e bongo flava, gênero musical típico da Tanzânia. 
A música fala de um amante em um relacionamento com alguém que intencionalmente ignora suas necessidades e desejos.

## Faixas e formatos
| Download Digital |                                                                          |         |  |
| N.º              | Título                                                                   | Duração |  |
| 1.               | "Wasted Energy (Remix)" (participação de Diamond Platnumz & Kaash Paige) | 4:37    |  |

## Histórico de lançamento
| País  | Data                   | Formato                     | Gravadora       |
| ----- | ---------------------- | --------------------------- | --------------- |
| Mundo | 18 de Dezembro de 2020 | Download digital, streaming | Sony Music, RCA |